# 氰化镍
氰化镍是一种无机化合物，化学式为Ni(CN)2。

## 制备
氰化钾与镍(II)盐在水溶液中反应，沉淀出氰化镍水合物，将水合物加热至140℃，得到无水物。

## 化学性质

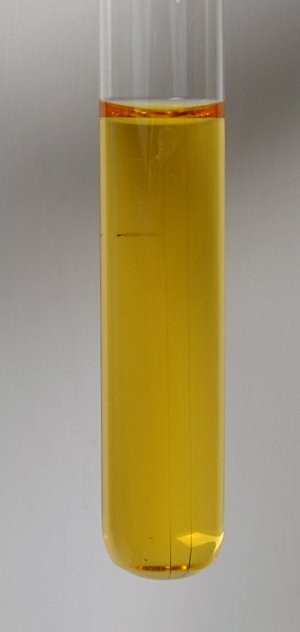
Ni(CN)_{2}溶于KCN产生的K_{2}[Ni(CN)_{4}]溶液

氰化镍溶于氰化钾溶液，得到杏黄色溶液：
Ni(CN)2 + 2 KCN → K2[Ni(CN)4]
氰化镍和丁二酮肟反应，产生氰化氢：
Ni(CN)2 + 2 C4H8O2N2 → Ni(C4H7O2N2) + 2 HCN